# Raphy Rafaël
Raphy Rafaël, de son vrai nom Raphy Marchal, est un auteur-compositeur-interprète belge né au Congo le 27 juillet 1953.

## Biographie
Après des études de pédagogie musicale, il se tourne vers la chanson pour jeune public et en fait son métier. Il crée des spectacles Cob dit Bob (1983), Tout Doux (1987), Chanteur d’enfances (1992), À Fleur d’Oreille (1998), À Chœur Ouvert (2001), Solo-Soleil (2004), Zahori (2008), Le chœur a ses raisons (2011), Amarillo (2012), Chant-Signes (2015) et Plus loin, plus haut (2017) se consacrant prioritairement mais sans exclusive à la chanson dite pour enfants. Il participe activement à l'association Autre chose pour rêver qui promeut en Belgique la chanson pour jeune public.
À partir de 2001, Raphy Rafaël combine spectacles et animations avec des groupes d'enfants, voire intergénérationnels, dans une perspective d'éducation non seulement à la chanson mais aussi aux droits humains. Ces animations se terminent par des spectacles permettant aux enfants de présenter leur travail dans un cadre professionnel,,.
En 2005, il revient en partie à la chanson pour adultes avec le spectacle "Le Cercle des Poètes Retrouvés" avec, entre autres, Federico García Lorca, Maurice Maeterlinck, Victor Hugo, Marie Noël, Miguel Hernandez, Hermann Hesse comme compagnons de route.
Depuis 2018, il coordonne des projets européens Erasmus promouvant la chanson. Chanson et Inclusion fait chanter des centaines d’enfants en Angleterre, en Turquie, en Espagne et en Belgique.

## Discographie
- 1977 : Les gares (produit par le musicien Dominique Lawalrée)
- 1981 : L'invitation
- 1984 : Cob dit Bob
- 1987 : Tout doux
- 1991 : Tout doux (Réédition en CD, avec 4 inédits)
- 1992 : Doux bisous doux
- 2000 : Pachamama[7]
- 2009 : Zahori (Coup de cœur Printemps 2011 de l'Académie Charles-Cros)
- 2017 : Plus loin, plus beau